# Хиллер, Мариус
Мариус Хиллер (нем. Marius Hiller; 5 августа 1892, Пфорцхайм — 17 октября 1964, Буэнос-Айрес), в Аргентине играл под именем Эдуардо Хиллер  (нем. Eduardo Hiller) — немецкий и аргентинский футболист, нападающий. Племянник футболистов Артура и Вильгельма Хиллера. Единственный футболист в истории, игравший за сборные Германии и Аргентины.

## Карьера
Мариус Хиллер начал карьеру в клубе «Пфорцхайм» в 1907 году в возрасте 15 лет, одновременно он работал в часовой компании. В 1911 году он по работе уехал в Швейцарию, там Мариус продолжал играть в футбол, выступая за местный клуб «Ла-Шо-де-Фон». В 1912 году он, будучи одним из лидеров клуба, помог команде выиграть бронзовые медали чемпионата Швейцарии. Годом позже ему поступило предложение от компании Palmer & Co стать их представителем в Буэнос-Айресе, которое Хиллер принял. Там он также продолжал играть в футбол, присоединившись к новообразованному клубу «Олл Бойз» в 1913 году. Он стал участником первой официальной игры клуба против «Дефенсорес». За «Бойз» он забил 69 голов. Затем он провёл несколько игр за «Ривер Плейт».
Через год Мариус перешёл в клуб «Химнасия и Эсгрима», дебютировав в матче с «Сан-Исидро». В 1916 году он стал лучшим бомбардир чемпионата с 16 голами в 21 игре. В 1917 году он забил 10, из 23 голов, забитых «Химнасией» в чемпионате. Всего за клуб нападающий забил 38 голов в 56 матчах. В 1918 году он возвратился в Германию, где год спустя опять стал выступать за «Пфорцхайм». В конце 1920 года Хиллер вновь уехал в Аргентину, там играл за «Эстудиантиль Портеньо», где забил 10 голов в 35 матчах в первом сезоне и 1 гол в 13 играх во втором, а также «Спортиво Барракас», забив 8 голов в 21 встрече в 1923 году и ещё один матч в 1924. Мариус завершил карьеру в 1925 году в клубе «Олл Бойз», где забил 3 гола в 9 матчах. 14 июня 1925 года Хиллер провёл последний матч в карьеру против Уракана (1:0).
За сборную Германии Хиллер дебютировал в 1910 году в матче со Швейцарией, где забил гол. Провёл ещё два матча за национальную команду. 15 августа 1916 года Хиллер, получивший аргентинское гражданство, дебютировал в составе сборной страны в матче с командой Уругвая, где забил гол. 1 октября того же года футболист в своём втором матче за национальную команду забил 3 гола, поразив ворота Уругвая.
Завершив игровую карьеру Хиллер, стал работать в американской косметической компании в Буэнос-Айресе. Там же он прожил всю жизнь со своей супругой итальянкой, с которой познакомился ещё в свой первый период пребывания в Аргентине. Мариус умер в 1964 году вследствие сердечного приступа.

## Международная статистика

### Германия
| Матчи Мариуса Хиллера за сборную Германии | Матчи Мариуса Хиллера за сборную Германии | Матчи Мариуса Хиллера за сборную Германии | Матчи Мариуса Хиллера за сборную Германии | Матчи Мариуса Хиллера за сборную Германии | Матчи Мариуса Хиллера за сборную Германии | Матчи Мариуса Хиллера за сборную Германии |
| ----------------------------------------- | ----------------------------------------- | ----------------------------------------- | ----------------------------------------- | ----------------------------------------- | ----------------------------------------- | ----------------------------------------- |
| №                                         | Дата                                      | Место проведения                          | Оппонент                                  | Счёт                                      | Голы                                      | Турнир                                    |
| 1                                         | 3 апреля 1910                             | Базель                                    | Швейцария                                 | 3:2                                       | 1                                         | Товарищеский матч                         |
| 2                                         | 14 апреля 1911                            | Берлин                                    | Англия                                    | 2:2                                       | —                                         | Товарищеский матч                         |
| 3                                         | 9 октября 1911                            | Дрезден                                   | Австрия                                   | 1:2                                       | —                                         | Товарищеский матч                         |

### Аргентина
| Матчи Мариуса Хиллера за сборную Аргентины | Матчи Мариуса Хиллера за сборную Аргентины | Матчи Мариуса Хиллера за сборную Аргентины | Матчи Мариуса Хиллера за сборную Аргентины | Матчи Мариуса Хиллера за сборную Аргентины | Матчи Мариуса Хиллера за сборную Аргентины | Матчи Мариуса Хиллера за сборную Аргентины |
| ------------------------------------------ | ------------------------------------------ | ------------------------------------------ | ------------------------------------------ | ------------------------------------------ | ------------------------------------------ | ------------------------------------------ |
| №                                          | Дата                                       | Место проведения                           | Оппонент                                   | Счёт                                       | Голы                                       | Турнир                                     |
| 1                                          | 15 августа 1916                            | Авельнеда                                  | Уругвай                                    | 3:1                                        | 1                                          | Кубок Ньютона                              |
| 2                                          | 1 октября 1916                             | Авельнеда                                  | Уругвай                                    | 7:2                                        | 3                                          | Товарищеский матч                          |

## Достижения

### Командные
- Обладатель Кубка Ньютона: 1916

### Личные
- Лучший бомбардир чемпионата Аргентины: 1916 (16 голов)